# The Gift (Buffy the Vampire Slayer)
The Gift es el vigesimosegundo y último episodio de la quinta temporada de Buffy the Vampire Slayer.
Este episodio es condiderado por Joss Whedon como el primer final de la serie,[cita requerida] aunque se rodaron otras dos temporadas, pero se emitieron en UPN en lugar de en the WB.[cita requerida]
El episodio termina con la muerte de Buffy Summers sacrificándose para poder cerrar un portal abierto con la sangre de Dawn Summers, la Llave que buscaba Glory.

## Argumento
La Llave es energía viviente que necesita ser canalizada y vertida en un lugar específico en un momento concreto. La energía fluirá en ese lugar y los muros que separan las dimensiones se derrumbarán, pero si se detiene el proceso la energía se agota y los muros vuelven a levantarse. Glorificus utilizará ese lapso para volver a su propia dimensión sin importarle nada el infierno que se vivirá en la tierra mientras.
Buffy (Sarah Michelle Gellar) quiere detener a Glory (Clare Kramer) antes de que inicie el ritual para así asegurar la supervivencia de Dawn (Michelle Trachtenberg). Giles (Anthony Stewart Head), muy alterado, le dice a Buffy que si Glory inicia el ritual tendrá que matar a Dawn, pero ella le interrumpe diciendo que no la matará, porque más que su hermana, es parte de ella. Giles insiste en que si el ritual comienza toda criatura viva de esta y de cualquier otra dimensión imaginable sufrirá un tormento insoportable y morirá, incluyendo a Dawn.
Instados por Buffy para buscar modos de salvar a Dawn, Anya (Emma Caulfield) idea una serie de estrategias para enfrentar en igualdad de condiciones a la diosa y detenerla; entre ellos usar el poderoso martillo de su exnovio que había convertido en Troll para lastimar a Glory. Willow (Alyson Hannigan) explica que ya que la diosa necesita devorar cordura periódicamente para mantenerse estable, puede usarlo en su favor, ya que tras estudiarla puede revertir el proceso para así devolver la cordura a Tara (Amber Benson) y, de paso, debilitar a Glory.
Los enfermos mentales han construido una torre metálica. Los siervos de Glory suben a Dawn a la plataforma de la torre. Xander (Nicholas Brendon), antes de salir hacia la torre, le pide matrimonio a Anya (Emma Caulfield). Buffy se lleva a Spike (James Marsters) para recoger sus armas, le vuelve a invitar a su casa, y le dice que cuenta con él para proteger a Dawn. Spike dice que la seguirá hasta el fin del mundo.
La pandilla usa a Tara como guía para llegar hasta Glory. Buffy les recuerda que matará a cualquiera que intente hacerle daño a Dawn. Willow se acerca lo suficiente a Glory para revertir lo que le hizo a Tara. Glory lucha con Buffy, pero cuando le arranca la cabeza resulta ser la Buffy robot y es en ese momento que aparece la auténtica Buffy, quien le propina un feroz castigo con el martillo.
La pandilla pelea con los locos y con los siervos de Glory. Doc (Joel Grey) está en la plataforma con Dawn y Willow ayuda a Spike a llegar hasta él, pero Doc se deshace del vampiro y empieza el ritual. La puerta se abre y comienzan a salir monstruos. Buffy lastima a tal punto a Glory que esta se transforma nuevamente en Ben (Charlie Weber), por lo que Buffy le perdona la vida y se dirige a salvar a su hermana. Giles, consciente que Buffy no se manchará la manos, mata a Ben matando con ello a Glory. 
Cuando Buffy llega donde está Dawn, las dimensiones han comenzado a fusionarse, por ello Dawn desea saltar al pórtico para así y cerrarlo para salvar el mundo. Buffy recuerda que, al ser hermanas, ambas llevan la misma sangre y finalmente comprende el verdadero significado de las palabras que oyó en el desierto, por lo que salta al pórtico cerrando la grieta y con ello muriendo para salvar el mundo. Todos están destrozados por la pérdida.
Al final, se ve la tumba de Buffy y en ella se puede leer en la lápida:
BUFFY ANNE SUMMERS
1981 - 2001
AMADA HERMANA
DEVOTA AMIGA
SALVÓ AL MUNDO
MUCHAS VECES

## Reparto

### Personajes principales
- Sarah Michelle Gellar como Buffy Summers.
- Nicholas Brendon como Xander Harris.
- Alyson Hannigan como Willow Rosenberg.
- Emma Caulfield como Anya Jenkins.
- Michelle Trachtenberg como Dawn Summers.
- James Marsters como Spike.
- Anthony Stewart Head como Rupert Giles.

### Apariciones especiales
- Clare Kramer como Glory.
- Charlie Weber como Ben.
- Amber Benson como Tara Maclay.
- Joel Grey como Doc.
- Todd Duffey como Murk.

### Personajes secundarios
- Craig Zimmerman como Sirviente #1.
- Josh Jacobson como Adolescente.
- Tom Kiesche como Vampiro.

## Producción

### Música
- Christophe Beck - «The Tower»
- Christophe Beck - «Losing Battle»
- Christophe Beck - «Apocalypse»
- Christophe Beck - «Sacrifice»

## Continuidad
Aquí se presentan los hechos que o bien influyen en la quinta temporada exclusivamente, o bien que viniendo de episodios anteriores influyen en este. Y por último, acontecimientos que ocurren en este episodio que influyen en las demás temporadas o en alguna otra temporada.

### Para la quinta temporada
- Aparece por última vez Doc.
- Buffy utiliza el martillo del troll Olaf que apareció en el capítulo Triangle.

### Para todas o las demás temporadas
- Xander Harris le propone matrimonio a Anya Jenkins.